# L'Éboulement
L’Éboulement (Pit of Peril) est le deuxième épisode de la série télévisée Les Sentinelles de l'air. 
L'essai d'un engin militaire la Sauterelle, tourne mal quand celui-ci tombe dans un cratère. Le général Peters contacte alors la Sécurité International pour sauver les trois hommes bloqués dans l'engin accidenté.

## Synopsis
Après l’essai en jungle de la Sauterelle, le colonel Swinlet, Franck et Johnny sous les ordres du général Peters se rendent en direction du point 9 pour se faire relever aux commandes de l'engin.
Lors du passage par le désert, le poids de la sauterelle (500 t) fait céder un ancien cratère causé par des essais militaires et tombe sur le dos au milieu d'une combustion spontanée. La chaleur compromet l’intégrité du refroidisseur du réacteur nucléaire. 
Après les tentatives de sauvetage du lieutenant Metzs et du sergent Raynols, qui les a conduits à l’hôpital, Ralf suggère d’appeler la Sécurité Internationale.
John Tracy (en) étant à l’écoute dans Thunderbird 5 (en) en orbite, transmet l'appel au secours du Général Peters à la base.
Scott Tracy (en) part avec le Thunderbird 1 (en) et utilisera pour la première fois la caméra mobile.
Virgil Tracy (en), accompagné de Brains, le suit avec le Thunderbird 2 (en) équipé du conteneur 5 contenant la taupe, deux tracteurs de relevage et le labo mobile.